# 二村一夫
二村 一夫（にむら かずお、1934年2月 - ）は、日本の歴史学者。専門は、労働史。法政大学名誉教授、法政大学大原社会問題研究所名誉研究員。

## 略歴
長野県松本市出身。長野県諏訪清陵高等学校、東京都立大泉高等学校を経て、1956年東京大学文学部国史学科卒業。1958年法政大学大学院社会科学研究科修士課程修了、同大学法学部助手。1960年東邦大学一般教養科専任講師。1963年同大学助教授。1966年法政大学大原社会問題研究所兼任研究員。1967年同研究所専任研究員。1973年法政大学教授。1976年ウォーリック大学社会史研究センター訪問研究員。1977年ハーバード大学、ミシガン大学、カリフォルニア大学バークレー校各日本研究所訪問研究員。1978年労働運動史研究会事務局長。1979年ウォーリック大学社会史研究センター名誉研究員、東京大学経済学部兼任講師。1981年法政大学大原社会問題研究所評議員、 一橋大学大学院社会学研究科兼任講師。1983年法政大学大原社会問題研究所理事。1984年社会政策学会幹事、カリフォルニア大学バークレー校東アジア研究所日本研究センター招聘研究員。1985年法政大学大原社会問題研究所所長。1994年社会政策学会代表幹事。1999年法政大学定年退官、同大学名誉教授、同大学大原社会問題研究所名誉研究員。 2001年ハーバード燕京研究所招聘研究員。

## 著書

### 単著
- 『足尾暴動の史的分析 鉱山労働者の社会史（英語版）』東京大学出版会 1988年（第12回労働関係図書優秀賞受賞）
- 『The Ashio Riot of 1907』Duke University Press 1997年
- 『労働は神聖なり、結合は勢力なり 高野房太郎とその時代』岩波書店 2008年（第15回社会政策学会賞学術賞、2008年度冲永賞受賞）
- 『二村一夫著作集』旬報社 2024年

### 共著
- 『石母田正著作集』青木和夫、石井進、大隈和雄、遠山茂樹、戸田芳実、永原慶二、早川庄八、吉岡真之、吉田晶共著 岩波書店 1988年 - 1989年

## 翻訳
- 高野房太郎著『明治日本労働通信 労働組合の誕生』大島清共編訳 岩波書店 1997年
- アンドルー・ゴードン著『日本労使関係史 1853 - 2010』岩波書店 2012年